# Esmir Bajraktarević
Esmir Bajraktarević (* 10. März 2005 in Appleton, Wisconsin) ist ein US-amerikanisch-bosnischer Fußballspieler.

## Karriere

### Verein
Nachdem Bajraktarević in seiner Jugend beim SC Waukesha, Chicago Fire sowie dem Wave SC gespielt hatte, wechselte er in der Akademie von New England Revolution. Am 22. August 2021 debütierte er für die zweite Mannschaft bei einem 1:1 gegen South Georgia Tormenta in der USL League One. Bereits wenige Tage vorher hatte er bereits sein Debüt in der MLS für die erste Mannschaft, als er am 29. Spieltag der Saison 2022 bei einem 2:2 gegen Toronto FC in der 68. Minute für Justin Rennicks eingewechselt wurde. Nach und nach erhielt er weitere Einsätze in der MLS und gehört seit der Saison 2024 fest zum Kader der Franchise-Mannschaft.

### Nationalmannschaft
Nach ein paar Einsätzen für die U19 im September 2022 kommt Bajraktarević seit Oktober 2023 auch in der US-amerikanischen U23 zum Einsatz.
Sein Debüt für die A-Nationalmannschaft hatte er am 20. Januar 2024 bei einer 0:1-Freundschaftsspielniederlage gegen Slowenien, als er zur 61. Minute für Bernard Kamungo eingewechselt wurde.
Nachdem er die Vereinigten Staaten in verschiedenen Jugendstufen vertreten hatte, gab Bajraktarević am 20. Januar 2024 sein Debüt in der A-Nationalmannschaft in einem Freundschaftsspiel gegen Slowenien. Im Mai entschied er jedoch, dass er künftig für Bosnien und Herzegowina spielen wolle.
Im August genehmigte die FIFA seinen Antrag, die Sportstaatsbürgerschaft von der amerikanischen in die bosnische zu ändern. Später in diesem Monat erhielt er seine erste Berufung in die bosnische A-Nationalmannschaft für Spiele der UEFA Nations League 2024–25 gegen die Niederlande und Ungarn. Gegen ersteren Gegner debütierte er am 7. September 2024 in Eindhoven.